# حزب الشباب الوطني السوري
.  يصف الحزب سوريا والشرعية» 

حزب الشباب الوطني السوري
حزب سياسي تم ترخيصه في 15-3-2012 . 
أهدافه: حرية ، عدالة ، بناء .
شعاره: شباب سوري لغد أفضل.
يسعى الحزب لابراز الهويه السورية الاصليه 
```
التي تعود جذورها للأكثر من عشرة آلاف عام .
```

هوية ظهرت بصماتها في حضارات مرت على ارض سورية الغالية ، 
وانتشرت في جميع اصقاع الارض ، 
```
خصوصٱ ان السوريين ساهموا في بناء كل الحضارات 
```

بما فيها حضاره أوروبا 
وامريكا والعالم المتقدم. 
أهدافه:
الحرية :
```
تتجلى في ممارسة العمل بالشأن العام (السياسي والاجتماعي والثقافي والاقتصادي) 
```

بناء على المصلحة الوطنية بما ينسجم مع القوانين المرتبطة، 
وتغليب المصلحة الوطنية على أي مصالح أخرى. 

البناء :

هو بناء الشباب الواعي والمثقف ليكونوا عماد الوطن، ورواد نهضته، وسر قوته وبناء الاقتصاد الوطني القوي ومن خلاله رفع مستوى معيشة المواطن وتحسين القدرة الشرائية للعملة الوطنية وإيجاد الحلول اللازمة لتجاوز انعكاسات الحرب والحصار على الوضع الاقتصادي.
```
العدالة :
```

هي الوصول لتطبيق هذا الهدف من أهداف الحزب في كافة المجالات السياسية والاقتصادية والاجتماعية والثقافية وصولاً لتنظيم العلاقة بين المواطنين وعلاقتهم بالسلطة مع تحقيق مبدأ المواطنة والمساواة في الحقوق والواجبات بين مكونات الدولة.
شارك الحزب في كافة مؤتمرات الحوار الوطني في سورية كما شارك في مؤتمر طهران للحوار وموسكو 1 وموسكو 2 وجينيف 1 وجينيف 2 واستانا 1.
رئيس الحزب الدكتور خالد كعكوش
اصبح رئيساً منخباً للحزب في المؤتمر العام في 13-1-2024 بانتهاء ولاية سلفه ماهر مرهج.
عدد اعضاء المكتب السياسي 13 
للحزب 13 فرعاً في المحافظات السورية وهي:
دمشق درعا السويداء القنيطرة ريف دمشق حمص حماة حلب ادلب طرطوس اللاذقية الرقة دير الزور
```
2024 
[
3
]
 
[
4
]
```

رئيس الحزب  الدكتور خالد كعكوش